# Vojenský újezd Březina
Vojenský újezd Březina (německy Birkicht), dříve též vojenský výcvikový prostor Dědice, je vojenský újezd na severu okresu Vyškov v lesnatém území Drahanské vrchoviny. Území újezdu zahrnuje 158,206 km² lesů, újezd byl vytvořen vládou ČSR dne 17. dubna 1951 s platností od 1. května 1951 na základě zákona č. 169/1949 Sb., o vojenských újezdech, na území dosavadního vojenského tábora Dědice zřízeného vládou ČSR v roce 1936. Na rozdíl od případů jiných vojenských újezdů nebyla při jeho zřízení vysídlena žádná obec. Újezdní úřad vojenského újezdu sídlí ve Vyškově a vykonává mimo jiné také funkci stavebního dozoru a matriky. Téměř celé území vojenského újezdu je zalesněno. Nezalesněné a odlesněné plochy tvoří především různé vojenské areály. Na území vojenského újezdu se nachází i Myslejovická nádrž. K roku 2024 není na území újezdu nikdo hlášen k trvalému pobytu.
Součástí vojenského újezdu Březina jsou katastrální území Doubrava u Březiny, Kotáry, Osina, Pulkava, Stříbrná u Březiny a Žbánov.

## Památky na území vojenského újezdu
kulturní památky
- Zámek Ferdinandsko
- Hrad Horní Melice
- Hrad Vícov (Ježův Hrad)
- Hradiště Obrova noha

ostatní památky
- Hrad Starý Plumlov (Drahans)
- Hrad Smilovo hradisko (též Smilův hrad)
- Hrad Myslejovice

## Historie
Počátkem 30. let došlo v Německu nástupem Adolfa Hitlera k moci ke změně bezpečnostní situace Československa. Byla přijata řada opatření, mezi nimiž bylo i rozhodnutí vlády ČSR ze dne 7.2.1936 o vybudování vojenského tábora v jižní části lesního komplexu Drahanské vrchoviny, který byl majetkem olomouckého arcibiskupství. Lesy byly postupně státem vyvlastněny a již k 1. listopadu 1935 bylo zřízeno Velitelství výcvikového tábora v Dědicích u Vyškova, o rok později zde přišla osádka. Byly prováděny intenzívní práce, postupně došlo k vybudování dělostřelecké, pěchotní a letecké střelnice. V kasárnách byl umístěn pluk útočné vozby, vyzbrojený tanky LT-35 a obrněnými vozidly; ve Vyškově bylo zřízeno Učiliště útočné vozby. V prostoru byly od roku 1937 stavěny cvičné železobetonové objekty pro výcvik osádek československého pohraničního opevnění, v tomtéž roce bylo zřízeno vyškovské vojenské letiště.
Po obsazení státu nacistickým Německem a vzniku Protektorátu Čechy a Morava byl 26. března 1939 vojenský prostor převzat Němci a přejmenován na Truppenübungsplatz Wischau. V kasárnách na Kozí Horce byla umístěna Německá praporčická škola tankových vojsk. V roce 1940 vydal říšský protektor Konstantin von Neurath výnos o vystěhování 33 obcí Drahanské vrchoviny. Účelem toho bylo jednak dočasně rozšířit vojenskou střelnici, ale hlavně vytvořit německý koridor, který měl propojit německé ostrůvky na Litovelsku a Olomoucku přes německý ostrůvek u Vyškova s německými obcemi na Brněnsku. V takto rozšířeném vojenském prostoru bylo vybudováno množství pevnůstek, které sloužily k tahání cvičných cílů či jako pozorovatelny. Vystěhované vesnice byly poškozeny, nejvíce utrpěly ty, které sloužily jako cvičné cíle. Po ukončení bojů druhé světové války se lidé, kteří byli násilně vystěhováni, začali vracet zpět do svých domovů, přičemž nebylo zcela jasné, zda střelnice ve stávajícím rozsahu bude zachována. 29. května 1945 bylo rozhodnuto, že Vyškovská vojenská střelnice zůstane v rozsahu, v jakém byla před okupací v roce 1939.

## Zmenšení
Ministr obrany Alexandr Vondra 8. listopadu 2011 informoval starosty obcí Vyškovska, že ministerstvo obrany počítá s redukcí rozlohy vojenského újezdu Březina o cca 5 %. Jihomoravský hejtman Michal Hašek při tomto jednání dohodl rozšíření využitelnosti vojenského výcvikového prostoru pro výcvik složek Integrovaného záchranného systému Jihomoravského kraje, zejména Policie ČR. O zrušení VÚ Brdy a zmenšení dalších 4 vojenských újezdů včetně Březiny nejpozději k roku 2015 rozhodla vláda na začátku ledna 2012. Vojenský újezd má být zmenšen o 750 ha, tedy asi 5 % své rozlohy. Z újezdu má být vyjmuta nejvýchodnější část, která přiléhá ke katastru městyse Brodek u Prostějova, včetně okolí obce Podivice, která dosud je újezdem zcela obklopena. To jí bránilo ve využití evropských fondů, plné spolupráci s mikroregiony a rozvoji cykloturistiky. Změna má vyřešit i restituční nároky rodiny Belcrediů. Podivice dosud nemají zaveden plyn a k dovozu dříví z okolních lesů potřebují obyvatelé povolenky.
Zákonem č. 15/2015 Sb., o hranicích vojenských újezdů, došlo od 1. ledna 2016 ke zmenšení rozlohy vojenského újezdu. V souvislosti s budoucím zmenšením vojenského újezdu proto došlo v letech 2013 a 2014 k vyčlenění těchto nových katastrálních území: Cihelny u Podivic (vyčleněno k 31. říjnu 2013 z dosavadního k. ú. Kotáry), Chaloupky u Otaslavic (vyčleněno k 3. březnu 2014 z dosavadního k. ú. Pulkava), Občiny u Drahan (vyčleněno k 29. říjnu 2013 z dosavadního k. ú. Osina), Osinky u Krumsína (vyčleněno k 29. říjnu 2013 z dosavadního k. ú. Osina), Ostatky u Křenůvek (vyčleněno k 29. říjnu 2013 z dosavadního k. ú. Osina), Žleb u Prostějoviček (vyčleněno k 6. listopadu 2013 z dosavadního k. ú. Osina).
Podle téhož zákona se Cihelny u Podivic připojily k obci Podivice, Chaloupky u Otaslavic k obci Otaslavice, Občiny u Drahan k obci Drahany, Osinky u Krumsína k obci Krumsín, Ostatky u Křenůvek k obci Myslejovice a Žleb u Prostějoviček k obci Prostějovičky (kromě Cihelen u Podivic tedy všechny zároveň přešly do Olomouckého kraje). Zbývající území i nadále spravuje újezdní úřad ve Vyškově.

## Územní členění
Vojenský újezd byl utvořen na území původně patřícím ke katastrálním územím těchto obcí:
z někdejšího politického okresu Prostějov
- Bousín
- Drahany
- Hamry, nyní část Plumlova
- Kobylničky, nyní část Myslejovic
- Krumsín
- Malé Hradisko
- Myslejovice
- Otaslavice
- Prostějovičky
- Sněhotice
- Stínava
- Vícov
- Žárovice, nyní část Plumlova

z někdejšího politického okresu Boskovice
- Repechy, nyní část Bousína

z někdejšího politického okresu Vyškov
- Podivice
- Radslavice (katastrální území Radslavice a Radslavičky)
- Dědice, nyní část Vyškova
- Rychtářov, nyní část Vyškova
- Krásensko
- Studnice
- Nové Sady
- Pustiměř
- Zelená Hora

Části uvedených katastrálních území byly v rámci vojenského újezdu k 1. červnu 1977 sloučeny do šesti nových katastrálních území, na které se vojenský újezd člení i po svém zmenšení v roce 2016:
- Doubrava u Březiny
- Kotáry
- Osina
- Pulkava
- Stříbrná u Březiny
- Žbánov

## Počet obyvatel k jednotlivým datům
- 1. ledna 2001 – 7 obyvatel
- 12. června 2002 – 9 obyvatel
- 1. ledna 2003 – 6 obyvatel
- 1. ledna 2004 – 3 obyvatelé
- 31. prosince 2004 – 2 obyvatelé
- 1. ledna 2006 – 5 obyvatel
- 1. ledna 2012 – 2 obyvatelé
- 1. ledna 2016 – 0 obyvatel

## Fotogalerie

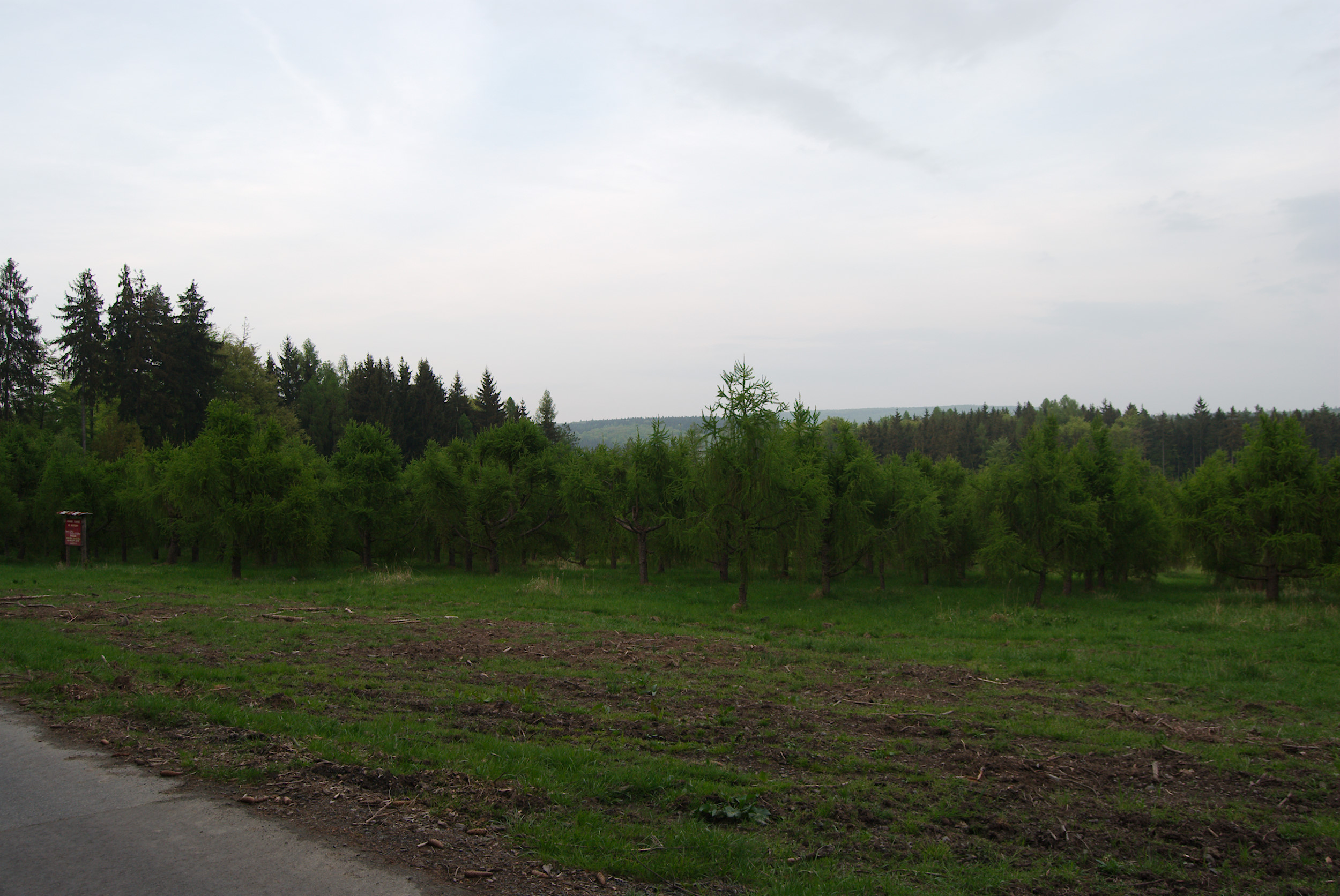
Plocha s mladými stromy v k. ú. Doubrava u Březiny
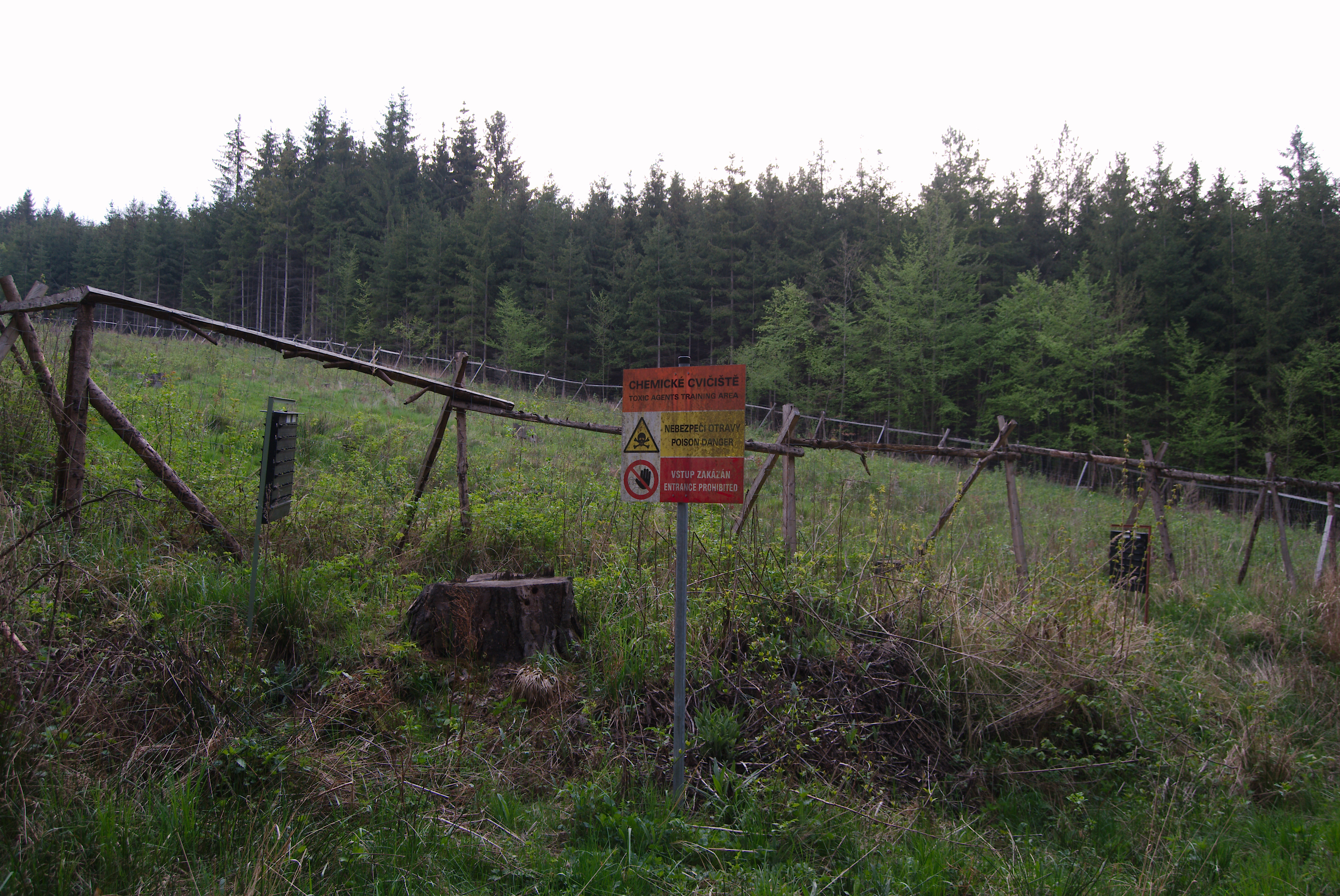
Chemické cvičiště v k.ú. Doubrava u Březiny
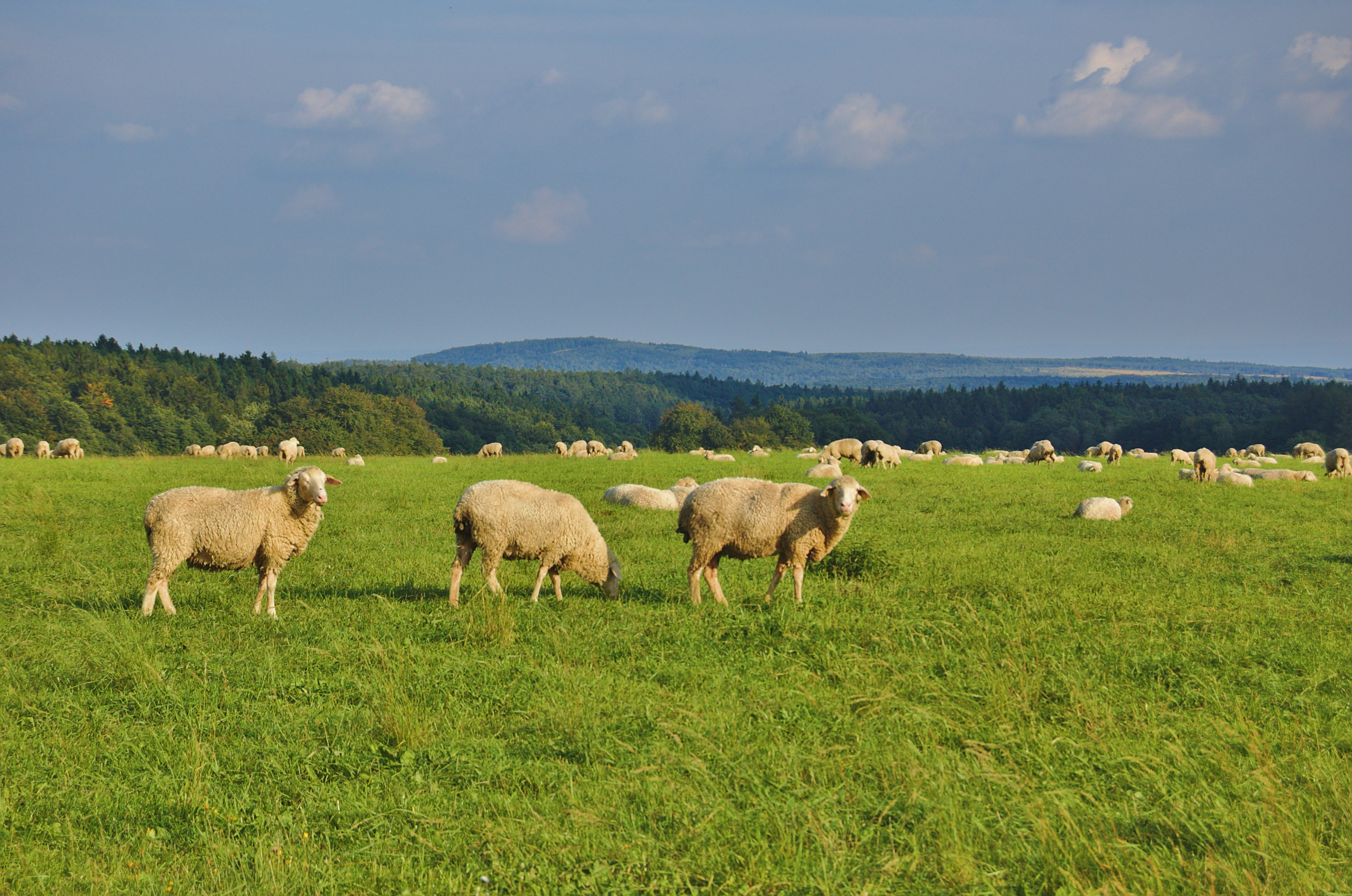
Stádo ovcí u obce Březina, v pozadí stejnojmenný vojenský újezd
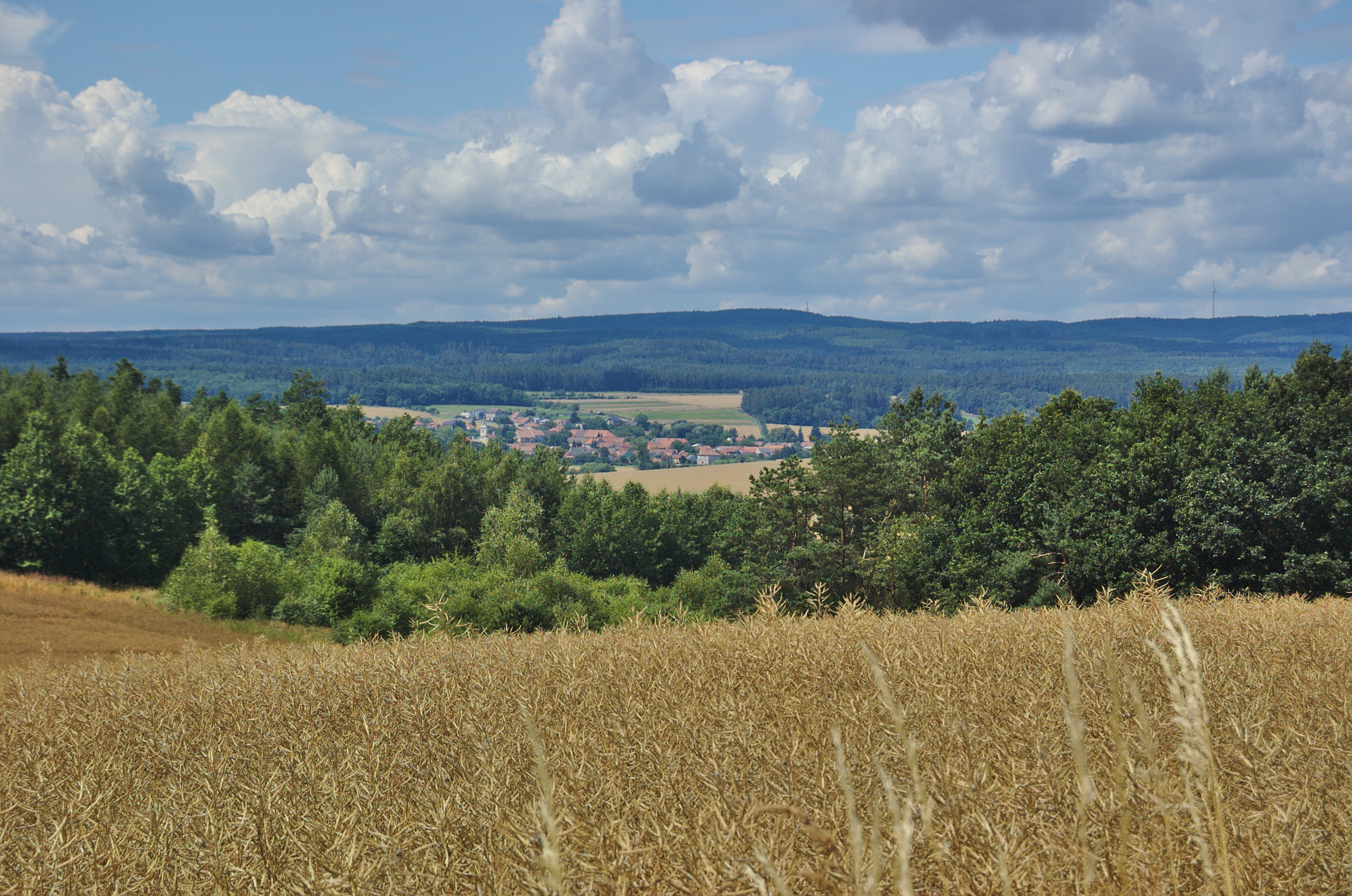
Výhled na Krumsín od východu, za obcí se rozkládá újezd
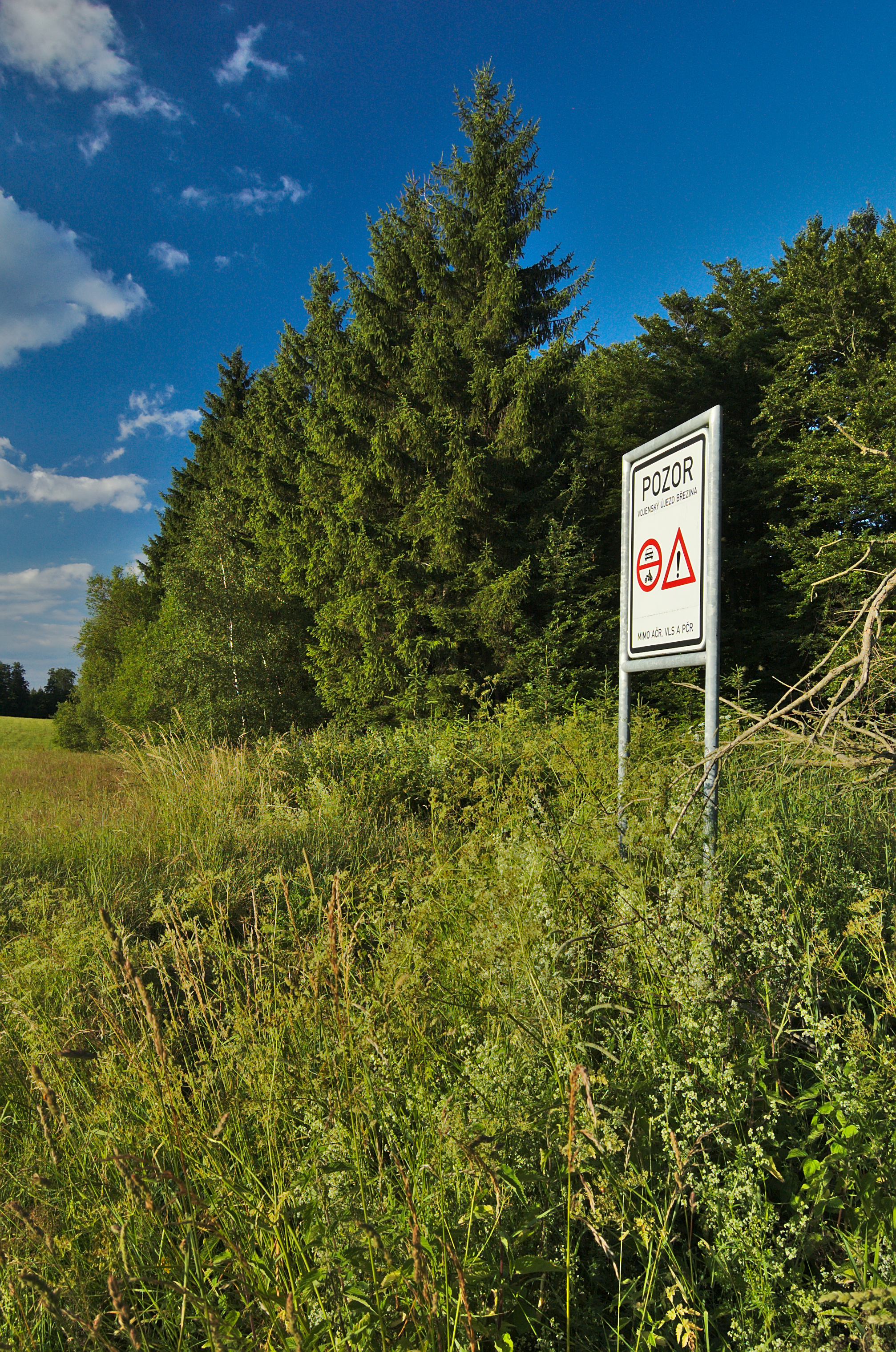
Značka začátku vojenského újezdu
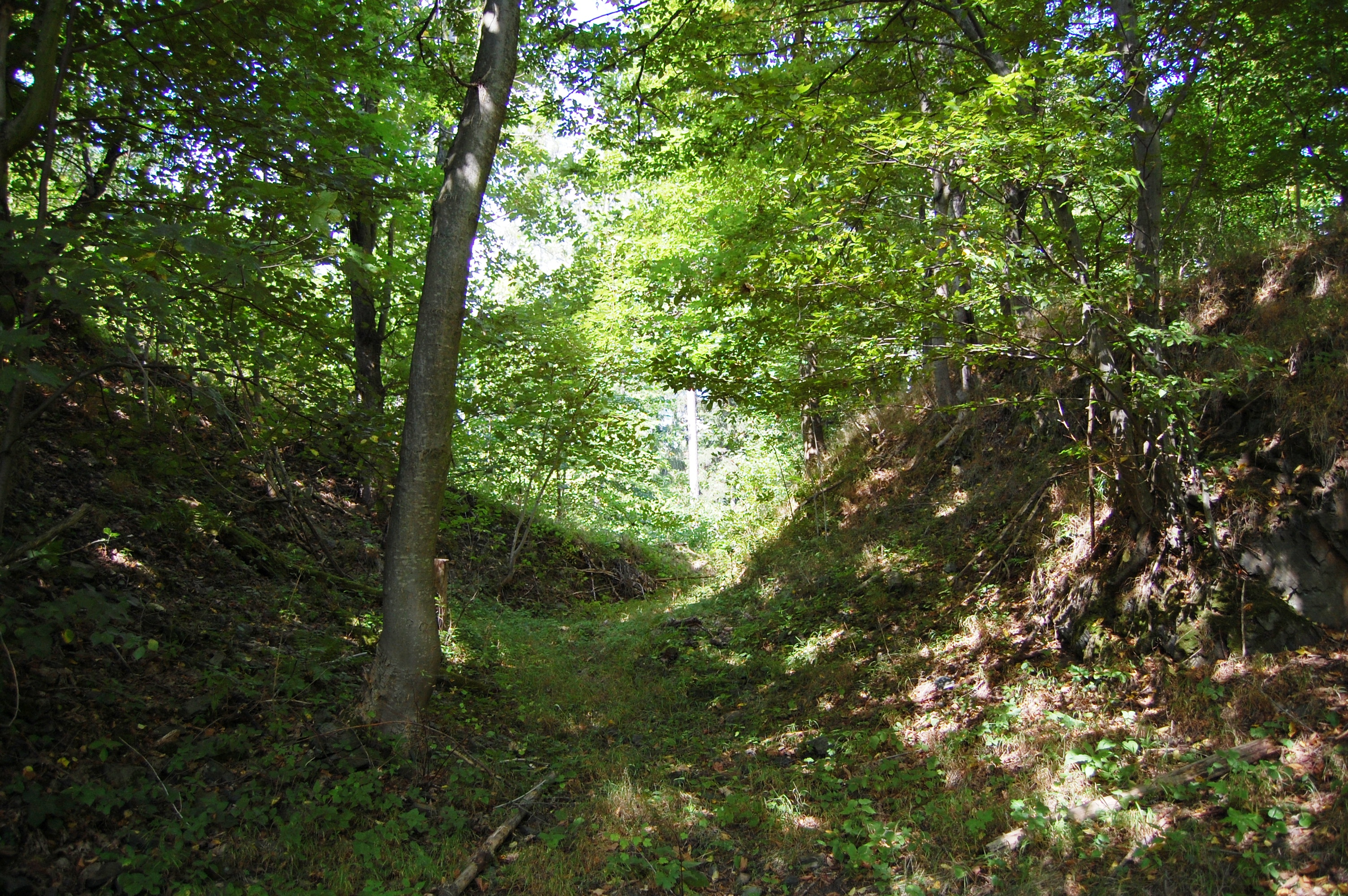
Zřícenina Ježova hradu
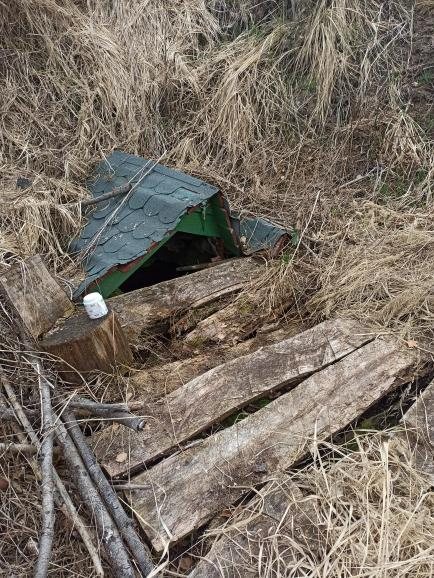
Studánka svatého Jiljí